# Lockwood & Co.
Lockwood & Co. ist eine fünfbändige, abgeschlossene Thriller-Fantasy-Buchreihe von Jonathan Stroud. Sie erschien von 2013 bis 2017 mit je einem Band jährlich. Die Übersetzungen erfolgten durch Katharina Orgaß und Gerald Jung. In den Romanen gehen mehrere Jugendliche in einem alternativen London gegen Geistererscheinungen vor, die Großbritannien seit fünfzig Jahren heimsuchen. 2023 lief die Serienverfilmung Lockwood & Co. an.

## Thema
In der Buchreihe „Lockwood & Co.“ geht es um das sogenannte „Problem“. Zu Beginn des ersten Buchs existiert es seit gut 50 Jahren; nach ihrem Tod kehren manche Menschen als Geister in die Welt der Lebenden zurück. Meist sind es entweder Verbrecher, Menschen, die keines natürlichen Todes gestorben sind, oder beides. Die Geister sind an eine Quelle gebunden, die verhindert, dass sie ganz ins Jenseits verschwinden. Um diese Quelle unschädlich zu machen und damit den Besucher zu neutralisieren, wird sie „verplombt“, also mit einem Gegenstand aus Eisen bedeckt oder vermischt.
Sie bestehen aus Ektoplasma, das praktisch die unsterbliche Seele des Menschen darstellt. Bei der Berührung der Substanz befällt einen lebenden Menschen die Geistersieche. Diese äußert sich durch blau anlaufende und anschwellende Körperteile. Sofern er nicht schnell genug mit Adrenalinspritzen behandelt wird, stirbt der befallene Mensch.
Geistererscheinungen gab und gibt es weltweit. Nur in dieser ernsten Form mit vielen tödlichen Vorfällen, das öffentliche Leben massiv einschränkend, tritt es rein in Großbritannien auf. Anfangs auf Kent beschränkt und später auf London übergreifend, verbreitete sich das Problem im ganzen Land.
Seit dem Auftreten des „Problems“ bildeten sich Agenturen, die einzelne Geisterplagen recherchieren und bekämpfen. Da nur Kinder und Jugendliche sensibel genug sind, um Geister zu hören, zu sehen oder zu fühlen, bestehen deren Teams meist aus mehreren jugendlichen Agenten und einem erwachsenen Berater, meist einem ehemaligen Agenten, der seine übersinnlichen Fähigkeiten verloren hat und nicht mehr an vorderster Front gegen das „Problem“ vorgehen kann. Agenten haben verschiedene Fähigkeiten, Geister zu erfassen. Manche haben die Gabe des Sehens, manche die Gabe des Hörens und manche die Gabe des Fühlens. Jede Gabe kann unterschiedlich stark ausgeprägt sein.
„Lockwood & Co.“ ist die einzige Londoner Agentur, in der nur Agenten arbeiten, keine Berater. Zugleich ist es auch die kleinste Agentur Londons, weshalb Anthony Lockwood und seine anfänglich zwei Angestellten George Cubbins und Lucy Carlyle immer wieder mit Vorurteilen und höhnischen älteren Konkurrenten zu kämpfen haben.

## Romane und Begleitwerk
1. Lockwood & Co. – Die seufzende Wendeltreppe : Band 1. dt. von Katharina Orgaß und Gerald Jung. cbj, München 2013, ISBN 978-3-570-15617-9 (Original: Lockwood & Co. The Screaming Staircase (2013), Doubleday, ISBN 978-0-85753-202-2)
2. Lockwood & Co. – Der wispernde Schädel : Band 2. dt. von Katharina Orgaß und Gerald Jung. cbj, München 2014, ISBN 978-3-570-15710-7 (Original: Lockwood & Co. The Whispering Skull (2014), Doubleday, ISBN 978-0-85753-266-4)
3. Lockwood & Co. – Die raunende Maske : Band 3. dt. von Katharina Orgaß und Gerald Jung. cbj, München 2015, ISBN 978-3-570-15963-7 (Original: Lockwood & Co. The Hollow Boy (2015), Doubleday, ISBN 978-1-4847-0968-9)
4. Lockwood & Co. – Das flammende Phantom : Band 4. dt. von Katharina Orgaß und Gerald Jung. cbj, München 2016, ISBN 978-3-570-15964-4 (Original: Lockwood & Co. The Creeping Shadow (2016), Doubleday, ISBN 978-0-552-57315-3)
5. Lockwood & Co. – Das grauenvolle Grab : Band 5. dt. von Katharina Orgaß und Gerald Jung. cbj, München 2017, ISBN 978-3-570-17462-3 (Original: Lockwood & Co. The Empty Grave (2017), Disney Hyperion, ISBN 978-1-4847-7872-2)

2015 erschien im Vereinigten Königreich die Kurzgeschichte „The Dagger in the Desk“, die 2019 als E-Book mit dem Titel „Der verfluchte Dolch“ in deutscher Übersetzung veröffentlicht wurde. Die Geschichte entstand 2013 in Interaktion mit Kindern über eine Website. In ihr wird ein vor hundert Jahren vermisster Hausmeister, der nun als Geist sein Unwesen treibt, aus einer Schule ausgetrieben. Die Handlung findet im Winter nach dem ersten Band statt.
Zu Weihnachten 2023 veröffentlichte Stroud auf seiner Facebook-Seite kostenlos die vierseitige Kurzgeschichte „A Portland Row Christmas“. Sie gibt einen kurzen Einblick auf einen gemütlichen Nachmittag des Heiligabend und ist zeitlich nach den fünf Hauptbänden anzusiedeln. Anwesend sind Anthony Lockwood, Lucy Carlyle, George Cubbins, Holly Munro und Quill Kipps. Auch der Schädelgeist zeigt sich wieder. Diese kurze Erzählung wurde nicht ins Deutsche übersetzt.

## Handlung

### Lockwood & Co. – Die Seufzende Wendeltreppe
Im ersten Teil der Reihe bewirbt sich Lucy Carlyle bei der seit drei Monaten bestehenden und zugleich kleinsten Londoner Agentur Lockwood & Co. Zusammen mit Anthony Lockwood und seinem Mitarbeiter und Stellvertreter George Cubbins versucht sie, die kleine Agentur aufrechtzuerhalten, indem sie sich in den Nächten (Geister erscheinen üblicherweise nachts) in ein heimgesuchtes Haus begeben, um die Quelle des betroffenen Geistes zu ermitteln und zu verplomben, wobei sie nicht selten ihre Leben riskieren müssen.
Bei einer dieser Austreibungen geschieht dem Ermittlerteam um Anthony Lockwood schließlich ein fatales Missgeschick und das Haus eines Klienten geht in Flammen auf. Anthony und seine Kollegin Lucy kommen gerade noch mit dem Leben davon. Lucy steckt dabei unbewusst die Quelle des Geistes ein, das Medaillon der vor Jahrzehnten hier ermordeten Schauspielerin Annie Ward. Der Agentur droht eine hohe Geldzahlung an die Hausbesitzer, die sie ruinieren würde. Um dies abzuwenden, müssen die drei Agenten überstürzt einen hochgefährlichen Auftrag annehmen, der sie in eines der verrufensten Häuser des Landes führt, nach Combe Carey Hall. Als sie die Nacht in dem alten Herrenhaus verbringen entwickelt sich schnell ein Kampf auf Leben und Tod. In letzter Sekunde können sie die Quelle verplomben, die aus sieben in einem mittelalterlichen Brunnenschacht ermordeten Mönchen besteht. Der eigentliche Plan ihres Auftraggebers Sir John William Fairfax, die drei Agenten während des Einsatzes auf erklärliche Weise umkommen zu lassen, schlägt damit fehl. So wollte er an das Medaillon kommen und insbesondere Lucy, die Worte des Geistes der ermordeten Frau hörte, beseitigen. Sein Folgeplan, die drei Agenten nun eigenhändig zu töten, scheitert ebenfalls und er kommt dabei um, doch er kann vorher als Mörder von Annie Ward entlarvt werden.

### Lockwood & Co. – Der Wispernde Schädel
Im Jahr 1877 fertigte Dr. Edmund Bickerstaff anhand einer mittelalterlichen Anleitung aus sieben Quellen einen Knochenspiegel an, mit dem der Blick in das Jenseits möglich sein soll. Er zwang einen seiner Anhänger, Simon Wilberforce, in das Knochenglas zu blicken, woraufhin dieser starb. Eine weitere Anhängerin von ihm, Mary Dulac, erschoss ihn kurz darauf, als er seine Experimente fortsetzen wollte. Bickerstaff wurde zusammen mit dem Knochenspiegel in einem versiegelten Eisensarg auf dem Friedhof Kensal Green beerdigt.
Dank ihres erfolgreichen Einsatzes im Fall der Seufzenden Wendeltreppe konnte die Agentur Lockwood & Co. deutlich an Ansehen gewinnen. Neue Aufträge flattern ins Haus und so führt der Weg der drei Agenten sie sieben Monate nach dem Einsatz im Herrenhaus auf den Friedhof Kensal Green. Dort soll im Auftrag einer Ausgrabungs- und Säuberungsfirma in einer Nacht ein alter, eiserner Sarg geborgen werden, den eine schauerliche Aura umgibt. Den Agenten gelingt es, den bösen Geist auszutreiben, der in den sterblichen Überresten hauste, die im Sarg verborgen lagen. Doch noch ehe sie sich darüber freuen können, wird der Sarg unter mysteriösen Umständen geplündert, und die Grabbeigaben verschwinden mit den Dieben. Schnell führen die Ermittlungen das Team von Lockwood & Co. in die Vergangenheit des Toten und des aus dem Sarg gestohlenen Spiegels. Überraschenderweise scheint auch der uralte, wispernde Schädel, der schon seit Beginn der Agentur im Archiv der Agenturzentrale steht, mit dem Fall in Verbindung zu stehen. Lucy versucht ihr Bestes, um ihm seine Geheimnisse zu entlocken. Die Spur führt zu dem Schwarzmarkthändler Julius Winkman, der den bis zu diesem Zeitpunkt für zwei weitere Todesfälle verantwortlichen Knochenspiegel bei einer geheimen Auktion versteigern möchte. Anthony und Lucy können das Artefakt an sich bringen. Doch schon kurze Zeit später verschwindet es zusammen mit George, der mit Albert Joplin von der Ausgrabungsfirma in den Katakomben von Kensal Green versucht, das Geheimnis des Knochenglases zu lösen. Ehe weiteres Unheil geschieht, kann Lucy den Spiegel zerstören, doch Joplin wird von Bickerstaffs Geist getötet.

### Lockwood & Co. – Die Raunende Maske
Die Zahl der Aufträge der Agentur von Anthony Lockwood nahm in den vergangenen Monaten erheblich zu. Da in der Folge die Einsätze häufig nicht mehr im Team, sondern einzeln erledigt werden müssen, wird im November mit Holly Munro eine Sekretärin eingestellt. Diese immer perfekt handelnde und aussehende Frau, die die Aufmerksamkeit der beiden männlichen Kollegen auf sich zieht, löst bei Lucy eine sich steigernde Eifersucht aus. Zudem sich Lucys mehr als nur berufliches Interesse an Anthony erhöht.
Gleichzeitig versucht Lucy die Möglichkeiten ihrer Fähigkeit der Kommunikation mit Geistern auszuloten. Dieses Interesse wurde durch den Kontakt zum Schädel geweckt, einem Geist vom Typ 3, den sie mittlerweile bei vielen Aufträgen als Hilfsmittel dabei hat. Bei einem Einsatz entlockt sie so der Erscheinung eines älteren Mannes gewaltlos sein Geheimnis, das ihn noch an die Erde bindet. Doch als sie die Fähigkeit bei einem komplizierteren Team-Einsatz im Haus von Fiona Wintergarden einzusetzen versucht, gefährdet sie ihr Leben und das ihres Kollegen Anthony erheblich.
Ein ungewöhnlich starkes Massenaufkommen von Geistern in London hält zwischenzeitlich das Stadtviertel Chelsea in Atem. Selbst in Zusammenarbeit mit den größten Agenturen wird die Behörde BEBÜP dem Problem nicht Herr. Dank der nachdrücklichen Empfehlung der Klientin Wintergarden dauert es nicht lange, bis auch Lockwood & Co. mit von der Partie sind. Georges unermüdliche Recherchen führen das Team bald zum Kern des Problems, und zusammen mit einigen unliebsamen Konkurrenten machen sie sich schließlich auf den Weg in das traditionsreiche Kaufhaus Aickmere im Westen der Stadt. Wie von George vermutet, findet sich dort der Ursprung des Massenaufkommens. Als ein lautstarker Streit zwischen Lucy und Holly einen Poltergeist weckt, entbrennt ein Kampf ums Überleben, der mehr zutage fördert als nur die Quelle der Heimsuchung. Unter dem Kaufhaus wird der Keller eines ehemaligen Gefängnisses entdeckt. Eine unbekannte Organisation hatte sich bereits vor Wochen einen heimlichen Zugang zu dem Gewölbe verschafft und aus den Knochen der Häftlinge ein Geistertor zum Anderen Ort geschaffen, das zu dem gehäuften Geisteraufkommen in Chelsea führte. Anthony und Lucy gelingt es, die Quelle zu neutralisieren.
Lucys Gabe mit Geistern zu kommunizieren führt im Gewölbe des Gefängniskellers zum Kontakt mit einer Erscheinung, die das Gesicht von Anthony Lockwood trägt. Diese Maske raunt ihr zu, in der Zukunft schuld am Tod von Anthony zu sein. Um das zu verhindern sieht das Mädchen nur einen Ausweg, indem sie den Kontakt zu ihren Kollegen beendet. Daher kündigt sie bei Lockwood & Co.

### Lockwood & Co. – Das Flammende Phantom
Lucy geht nun eigene Wege und verdingt sich als freischaffende Übersinnliche Ermittlerin. Ein gewisser Erfolg ist ihr nicht abzuerkennen, doch plagt sie auch die Einsamkeit, denn ohne ihre ehemaligen Kollegen bleibt Lucy nurmehr der boshafte, wispernde Schädel zum Reden. Auch die drei verbliebenen Agenten von Lockwood & Co., Anthony, George und Holly schlagen sich gut und geraten dank ihrer Erfolge immer wieder in die Schlagzeilen.
Ende März, also vier Monate nach den Ereignissen im Kaufhaus Aickmere, tritt mit Penelope Fittes eine der mächtigsten Frauen Londons an die kleine Agentur heran und bietet ihnen einen neuen Fall an. Agenturchef Anthony Lockwood bleibt nichts anderes übrig, als Lucy um Hilfe zu bitten, da diese zwingend angefordert wird. Eher zögerlich willigt diese schließlich ein, für diesen einen Fall mit dem Team um Lockwood zusammenzuarbeiten. Wie nicht anders zu erwarten, gelingt es dem Quartett, die Aufgabe erfolgreich abzuschließen.
Als kurz darauf bei Lucy eingebrochen und der wispernde Schädel gestohlen wird, begibt sich Lucy auf die Jagd nach den Dieben. Doch die junge Agentin wird selbst zur Gejagten und so sucht sie Unterschlupf bei den einzigen Verbündeten die ihr bleiben, Lockwood & Co. Anthony und sein Team erklären sich schnell bereit ihrer ehemaligen Kollegin beizustehen, die sich im Laufe der folgenden Ereignisse wieder anstellen lässt. Ihre Ermittlungen führen das Team aufs Land, wo das von Geistererscheinungen geplagte Dorf Aldbury Castle auf Rettung hofft. Bald schon gelingt es ihnen, ein in der Nähe befindliches Forschungslabor der Agentur Rotwell als Ursache auszumachen, das illegale Experimente durchführt. Es ist das Folgeexperiment des unter dem Kaufhaus entdeckten Knochenkreises. Anthony und Lucy erkunden heimlich durch ein von den Wissenschaftlern geöffnetes Geistertor die Welt der Toten, die Andere Seite. Bei ihrer Rückkehr kommt es zu einem Kampf, bei dem der Inhaber der Agentur, Steve Rotwell, ums Leben kommt.
Wie bereits nach ihrem Erfolg im Gefängnisgewölbe dürfen Lockwood & Co. ihr Wissen nicht der Öffentlichkeit mitteilen, die eigentlichen Vorgänge werden von offizieller Seite aus vertuscht. Mehr noch, Penelope Fittes droht den Agenten von Lockwood schwerwiegende Folgen an, sollten sie sich noch einmal einmischen. Der Schädel, der beim Besuch der Inhaberin der Agentur Fittes dabei ist, identifiziert Penelope als die eigentlich als tot geltende Gründerin Marissa Fittes.

### Lockwood & Co. – Das Grauenvolle Grab
Fünf Monate nach den Ereignissen von Aldbury Castle steigen die Mitglieder der Agentur Lockwood & Co. in das Mausoleum von Marissa Fittes ein, um die Bestätigung zur Behauptung des Schädels zu erhalten. Tatsächlich finden sie in dem silbernen Sarg nur die Knochenreste des Leibarztes der ersten Geisterjägerin vor.
Wenig später bittet sie Inspektor Barnes zu einem inoffiziellen Treffen. Er mahnt Anthony und seine Mitarbeiter zur Vorsicht, da die Agentur Fittes und andere große Unternehmen, die am Problem gut verdienen, im Hintergrund die Macht über London übernommen haben. Er könne sie daher nicht schützen. Dies bestätigt sich, als Penelope Fittes die Vertreter aller Agenturen zu sich einlädt und verkündet, diese für das nächste halbe Jahr unter die Aufsicht ihrer Agentur zu stellen.
Als George nach einer Recherche auf offener Straße brutal zusammengeschlagen wird und nur durch einen Zufall überlebt, beginnt Lockwood & Co. den Kampf gegen die Agentur Fittes. Sie brechen in die Bibliothek der Orpheus-Gesellschaft im St. James-Viertel ein und besorgen das von George gesuchte und sehr seltene Buch Theorien des Okkulten von Marissa Fittes. Anthony entdeckt zufällig die Unterlagen eines Vortrags seiner Eltern kurz vor deren Tod und ahnt nun, dass Marissa mit dem tödlichen Unfall von Celia und Donald zu tun hat.
Da der Einbruch entdeckt wird, jedoch keine offiziellen Stellen eingeschaltet werden, befürchten Lockwood & Co. einen Angriff auf ihr Agenturgebäude. Sie verschanzen sich daher und werden wie erwartet von Sir Rupert Gale, dem Schwarzmarkthändler Winkman und weiteren dunklen Gestalten angegriffen. Trotz Gegenwehr müssen die Geisterjäger ihren Notausgang, ein für den Ernstfall vorbereitetes Geistertor, nutzen. Dieses wird hinter ihnen geschlossen, und so bleibt ihnen nur der Weg durch den Anderen Ort zum Geistertor der Agentur Fittes. Unterwegs sehen sie, wie die Verstorbenen mit silbernen Zäunen daran gehindert werden, den Anderen Ort durch schwarze Tore zu verlassen. Da die Toten die Zwischenstation zu ihrem eigentlichen Ziel nicht durchqueren können, dürfte das zum Problem in der Welt der Lebenden geführt haben.
Als Anthony seine Mitarbeiter fluchtartig aus dem Gebäude der Agentur Fittes führen will, werden sie von Rupert Gale und dem Wachpersonal in einen Kampf verwickelt. Rupert Gale kommt dabei um, und Lucy wird in den Wirren von ihrer Gruppe getrennt. Entschlossen dringt sie in die Privatgemächer von Penelope Fittes ein. Im folgenden Gespräch stellt sich heraus, dass Penelope schon seit langem den Lebensweg von Lucy verfolgt, sie von ihren Fähigkeiten her gesehen als ebenbürtig ansieht und ihr daher einen Platz an ihrer Seite anbietet. Zudem gibt sich Penelope als Marissa im Körper ihrer Enkelin zu erkennen, deren Geist sie aus dem Körper vertrieben hat. Lucy stellt sich gegen die Firmengründerin. Im Kampf gegen Marissa und deren Geist droht sie zu unterliegen, und selbst der eintreffende Anthony kann daran wenig ändern. Erst der von Lucy aus dem Geisterglas freigelassene Schädelgeist bringt die Wendung. Marissa stirbt bei dem Versuch, sich und die beiden Jugendlichen mit einem Sprengkörper in den Tod zu reißen. Der Schädel trägt jedoch Schäden davon, und der Schädelgeist zeigt sich danach nicht mehr.
Die Mitglieder von Lockwood & Co. müssen in der Folge eine Schweigeerklärung unterschreiben, die wesentliche Details der Geschehnisse verschweigt. So wird Penelope Fittes als Schuldige dargestellt, während die beteiligten Firmen herausgehalten werden. Zudem wird verschwiegen, was genau die Agentur Fittes und die Orpheus-Gesellschaft am Anderen Ort getan haben. Die Behörde BEBÜP beginnt mit Aufräumarbeiten auf der anderen Seite des Geistertors. Die Hoffnung ist, damit das Problem verschwinden lassen zu können.
Lockwood & Co. beginnen mit Renovierungsarbeiten an ihrem Wohn- und Bürogebäude und sehen, solange das Problem noch besteht, ihrer gewohnten beruflichen Zukunft entgegen.
Lucy bekommt von Anthony einen Saphiranhänger geschenkt, den einst sein Vater seiner Mutter als Zeichen seiner unsterblichen Zuneigung geschenkt hat, und Lucy hängt ihn sich um.

## Zeitraum
Genaue Jahreszahlen für den Handlungszeitraum lassen sich auf Grund widersprüchlicher Angaben des Autors nicht treffen. Da die Agentur Fittes mehrere Jahre nach einem Ereignis im Jahr 1962 gegründet wurde und der fünfzigste Jahrestag in den Handlungszeitraum fällt, müsste es Mitte der 2010er-Jahre sein. Allerdings wird der Jahrestag an einem Samstag, den 19. Juni gefeiert, und auf einen Samstag fällt dieser Tag erst wieder im Jahr 2021. Annie Ward wiederum wurde zuletzt vor 49 Jahren an einem Samstag, den 21. Juni gesehen, und das würde für die Gegenwart das Jahr 2018 bedeuten.
Daher lässt sich der Zeitraum nur allgemein auf drei Kalenderjahre beschreiben. Im ersten Jahr gründete Anthony Lockwood seine Agentur, in der drei Monate später, das ist etwa der Juni, Lucy Carlyle angestellt wird. Der Fall aus Band 1 wird Ende des Jahres gelöst. Die Ereignisse aus Band 2 finden im Juni und aus Band 3 im November des zweiten Handlungsjahres statt. Ende März des dritten Jahres ist Band 4 angesiedelt. Und fünf Monate später beginnt die Handlung von Band 5, die einen Zeitraum von zwei Monaten umfasst.

## Hauptpersonen
- Lucy Joan Carlyle, Rufname Luce: Mitglied von Lockwood & Co. und Erzählerin. Sie wird als selbstsicher, stur und ein wenig angriffslustig beschrieben. Sie wurde als letzte von sieben Töchtern eines Gepäckträgers am Bahnhof einer nordenglischen Kleinstadt im vierten Jahrzehnt des Problems geboren und ist in Band 3 etwa 15 Jahre alt. Ihr Vater, der sich kaum um seine Kinder gekümmert hatte, starb, als sie fünf war, was sie allerdings nicht sehr mitnahm. Schon als kleines Kind bemerkte sie ihr Talent darin, Übersinnliches zu hören, weshalb sie mit gerade mal acht Jahren zu der Agentur des Ortes geschickt und schließlich angestellt wurde. Doch ein Einsatz bei dieser Agentur endete für alle Agenten außer ihr tödlich, da ihr Chef auf Hilferufe nicht reagierte. Nach einer kurzen Auszeit beschloss sie, sich eine neue Stelle zu suchen, und bewarb sich bei mehreren Londoner Agenturen, doch nur bei Lockwood & Co. wurde sie angenommen. Seitdem wohnt sie mit George und Lockwood in der Portland Row 35, wo sie das Dachzimmer belegt. Lucy ist schlank. Im November des zweiten Jahres ist sie 1,67 m groß, ein knappes Jahr später hat sie eine Größe von 1,71 m. Ihr in Band 5 etwas kürzeres, kinnlanges Haar hat eine walnussbraune Farbe, das ab dem Aufenthalt am Anderen Ort weiße Strähnen durchzieht. Sie ist immer mit schwarzem Oberteil, Rock und Leggings anzutreffen. Ende des zweiten Bands entdeckt sie, dass sie mit Geistern der Klasse 3 reden kann und diese sie verstehen. Für Lockwood empfindet sie nicht nur Freundschaft, sondern mehr.

- Anthony John Lockwood: Leiter von Lockwood & Co. Lucy beschreibt ihn als charismatisch, „lebhaft und tatkräftig“.[1] Er hat "ein schmales Gesicht, eine ebensolche Nase und dunkle Locken".[2] Seine Augen sind lebhaft und dunkel. Während der Ereignisse in Band 3 ist er 15 Jahre alt. Er wird auf eigenen Wunsch fast ausschließlich Lockwood genannt. Lockwood ist im Umgang mit Klienten stets höflich und wortgewandt; wenn es um private Angelegenheiten geht, ist er anderen Menschen gegenüber im Allgemeinen aber sehr verschlossen. Er hatte eine sechs Jahre ältere Schwester namens Jessica, die an Geistersieche starb, als er 9 Jahre alt war. Seine Eltern Celia und Donald Lockwood waren Erforscher des Übernatürlichen und untersuchten Geisterkulte anderer Völker. Sie verstarben früh durch einen unverschuldeten Autounfall. Außerdem ist bekannt, dass Lockwood eine Zeit lang bei Verwandten lebte, bevor er bei Nigel "Totengräber" Sykes – einem vorzüglichen Fechter und laut Lockwood der "Fluch von Fittes und Rotwell" – eine Ausbildung begann und zurück in sein Elternhaus zog, in dem er nun mit den anderen Mitgliedern von Lockwood & Co. lebt. Sein Talent bezieht sich vor allem auf das Sehen von Übernatürlichem. Lockwood ist groß und schlank und trägt so gut wie immer einen langen Mantel über einem Anzug, der ihm ein wenig zu klein ist.

- George Cubbins: Mitglied von Lockwood & Co. und dort offiziell Lockwoods Stellvertreter. Er ist unter anderem für die Recherchen verantwortlich. Er erscheint meist ein wenig ungepflegt und unordentlich und hat eine Vorliebe für Kekse und Donuts. Er interessiert sich sehr für Geister, deren Entstehung und das Jenseits im Allgemeinen und führt zu Forschungszwecken fragwürdige wissenschaftliche Experimente durch. Bevor er bei Lockwood & Co. eingestiegen ist, arbeitete er bei der Agentur Fittes, bei der ihm aber gekündigt wurde. Von dort hat er auch ein Glas mit einem Schädel, an den ein Geist gebunden ist und mit dem er gerne herumexperimentiert. George trägt eine runde Brille und ist übergewichtig. Seine Haare sind rot-blond und seine Augen blau. George versteht sich anfangs mit Lucy nicht besonders gut. George und Flo Bones entwickeln eine gegenseitige, offensichtliche Zuneigung.

- Der Schädel: Der Schädelgeist erscheint ohne das Geisterglas als schlaksiger Jugendlicher mit struppigen Haaren, mit meist als schmutzig grünes Plasma. Lucy bezeichnet die Größe des Schädels als den eines Erwachsenen. Nach seinem gewaltsamen Tod wurde sein Schädel viele Jahre später aus der Kanalisation von Lambeth geborgen. Er ist ein Geist vom Typ 3, kann Gespräche mit entsprechend begabten Personen führen, wobei dieses Talent nur Marissa Fittes und Lucy Carlyle haben. Nach einem kurzen Gespräch mit Marissa wurde er in ein Geisterglas gesperrt, das George Cubbins später in der Agentur Fittes entwendete. Lucy Carlyle nimmt den Schädel bei vielen Einsätzen mit, da er Tipps und Hinweise gibt, die jedoch manchmal zu ihrem Tod führen könnten. Sie beschreibt ihn als einen verdorbenen Charakter, entwickelt jedoch eine enge Bindung zu ihm. Der Schädel bezeichnet Edmund Bickerstaff als seinen früheren Meister, kann allerdings seinen eigenen Namen nicht nennen. Am Ende von Band fünf ist unklar, ob der Geist für immer verschwunden ist; in der Weihnachtskurzgeschichte ist er wieder in die Erzählung eingebunden.

- Holly Munro: Wird in Band 3 von Lockwood ursprünglich als Sekretärin eingestellt, wird aber langsam Teil des Teams, indem sie immer öfter aktiv bei Aufträgen mithilft. Sie ist ein "attraktives dunkelhäutiges Mädchen",[3] wird von Lucy fast eifersüchtig als "schön" und "schlank" beschrieben, mit ein einem "Teint (…) so glatt und makellos wie kaffeebrauner Marmor"[4] und ernährt sich laut George "zu gesund". Sie ist 18 Jahre alt. Ihre Manieren und ihre Kleidung sind stets tadellos, überdies hat sie einen ausgeprägten Hang zur Reinlichkeit. Früher war sie für einige Jahre für die Agentur Rotwell zunächst im Außendienst tätig, bis bei einem Einsatz ihr ganzes Team ums Leben kam. Dann arbeitete sie im Innendienst als persönliche Sekretärin von Steve Rotwell. Sie verursacht mehrere Wut- und Eifersuchtsanfälle bei Lucy aufgrund ihrer herzlichen Beziehung zu Lockwood und George, später jedoch kommen sie beruflich gut miteinander aus. Holly Munro ist lesbisch.

## Nebenpersonen
- Quill Kipps: Betreuender Agent und einer der jüngsten erwachsenen Teamberater bei der Agentur Fittes. Er wird im ersten Abenteuer von Lucy auf Anfang 20 geschätzt, weshalb er vermutlich keinerlei übersinnliche Fähigkeiten mehr besitzt. Er ist rothaarig, sommersprossig, zierlich und schlank. "Seine gewienerten Schuhe blitzten, die hautenge Hose glänzte. An seinem edelsteinverzierten Hüftgürtel hing ein teurer Degen, der Stoff der silberfarbenen Jacke war weich wie Tigerfell und perfekt auf die teuren Ziegenlederhandschuhe abgestimmt."[5] Er ist verfeindet mit Anthony Lockwood und erweckt den Anschein, dass er diesen schon länger kennt.[6] George meint, er würde Lockwood nicht mögen, da dieser ihn vor mehreren Jahren in dem Halbfinale eines von der BEBÜP organisiertem Fechtturniers besiegt habe, obwohl der ein paar Jahre ältere Kipps der deutliche Favorit gewesen sei. Trotz der Rivalitäten retten er und sein Team Lockwood & Co. am Anfang von Band 2 und arbeiten danach mehrmals zusammen. Nach einem solchen Fall in Band 4 kündigt Kipps bei Fittes und wird inoffizieller Partner bei Lockwood & Co.

- Kate Godwin: Sie ist eine Agentin und arbeitet im Team von Quill Kipps in der Agentur Fittes. Sie ist eine Hörende, genau wie Lucy, und wird als sehr unfreundlich und „kaltschnäuzig“ beschrieben. Sie ist gutaussehend, schlank und schmallippig, "gnadenlos ehrgeizig (…) und hat noch weniger Sinn für Humor als eine Sumpfschildkröte."[7] Ihr blondes Haar ist am Hinterkopf kurz und vorne als langer, schräger Pony geschnitten, "wie eine Pferdemähne".

- Inspektor Montagu Barnes: Ein Beamter von der BEBÜP. Er ist "intelligent, tüchtig und nicht auffallend bestechlich". In der Regel trägt er einen zerknitterten Regenmantel, einen schlecht sitzenden Anzug und eine Wildledermelone. "Er hatte ein wettergegerbtes, grämliches Gesicht und einen grau melierten Schnurrbart, der in Länge und Umfang in etwa einem toten Hamster entsprach."[8] Er will zunächst die Agentur Lockwood und Co. schließen, da dort ohne erwachsene Berater gearbeitet wird, erteilt ihr später aber verschiedene Aufträge.

- Florence Bonnard, meist nur Flo Bones genannt: Eine Artefaktjägerin, die den Themseschlick absucht und gelegentlich von Lockwood & Co. für Informationen angeheuert wird. Sie ist noch keine 20, außergewöhnlich schmutzig und einen halben Kopf größer als Lucy und trägt eine unaussprechlich verdreckte und übelriechende Daunenjacke, einen geflickten, formlosen Pullover, uralte, ausgeblichene Jeans und Männer-Gummistiefel. Unter ihrem breitkrempigen Hut ist das blonde Haar verfilzt. Stirn, Gesicht und Mund sind breit. Sie hat eine Stupsnase, leuchtend blaue Augen und liebt Lakritz. Wie Quill Kipps nahm sie an dem von der BEBÜP organisierten Fechtturnier teil und besiegte im Finale Anthony Lockwood. Sie arbeitete als Lehrling in der Agentur Sinclair und Soanes. Ihre Arbeitgeber kamen bei einem Einsatz um, sie selbst überlebte nur knapp und ist seitdem völlig verändert.

- Penelope Fittes: Leiterin der Agentur Fittes und Enkelin der berühmten Agentin Marissa Fittes. Lucy beschreibt sie als eine "sehr große, sehr schöne Frau (…) Das lange, glänzende schwarze Haar fiel ihr in lockeren Wellen auf die Schultern und umspielte ihre sehr anziehenden, fein gemeißelten, wenn auch etwas hohen Wangenknochen und einen gebieterischen Mund mit vollen Lippen. Mein erster Eindruck war der einer Frau, die nicht viel älter war als ich, aber in ihren dunklen, ernsten Augen blitzte ein lange gereiftes Machtbewusstsein."[9] Sie scheut generell die Öffentlichkeit. Später wird entdeckt, dass Marissa Fittes den Körper ihrer Enkelin gewaltsam übernommen hat. Marissa hat seit ihrer Kindheit Kontakt zu einem Typ 3-Geist mit Namen Ezechiel, der sie zu den Experimenten mit den Quellen inspirierte.

- Sir Rupert Gale: Freund der Familie Fittes und Mittelsmann von Penelope Fittes. Unterrichtet junge Agenten der Agentur Fittes im Fechten und in anderen Kampfkünsten. Er ist jung, hat kurz geschnittenes, hellblondes Haar, das sich an der Stirn ringelt, und einen gestutzten Schnurrbart. Seine Augen sind blau. Er hat einen geschmeidigen, leichtfüßigen Gang.

- Familie Winkman, bestehend aus Julius und Adelaide und deren Sohn Leopold. Sie besitzen das Antiquitätenhaus Bloomsbury am Owl Place, betätigen sich jedoch vor allem als Hehler für Artefakte. Julius hat eine untersetzte, füllige Figur. Sein Kopf ist groß, hat eine breite Nase, einen ebenfalls breiten Mund und ein eingekerbtes Kinn. Die kurzen, gegelten Haare sind schwarz. Er trägt einen goldenen Zwicker. Adelaide ist Anfang 50, groß, kräftig, hat graublaue Augen mit gezupften Augenbrauen und trägt eine toupierte Hochfrisur aus weißblond gefärbtem Haar. Sie war früher als Metzgerin tätig. Leopold sieht seinem Vater ähnlich und hat stechende blaue Augen. In Band 4 ist er etwa 14–15 Jahre alt. Während eines Gefängnisaufenthaltes des Vaters übernehmen Adelaide und Leopold das Geschäft. Nach seiner Entlassung nimmt Julius am Kampf um das Lockwood-Haus teil und kommt dabei um.

## Organisationen und Agenturen
- BEBÜP: Behörde zur Erforschung und Bekämpfung Übersinnlicher Phänomene.
- Agentur Rotwell: Zweitälteste Agentur Londons, die wenige Monate nach der Agentur Fittes gegründet wurde. Das Rotwell-Institut ist die Forschungsabteilung der Agentur. Bis zu seinem Tod geleitet von Steve Rotwell. Danach fusioniert die Agentur mit der Agentur Fittes.
- Agentur Fittes: Älteste und eine der bedeutendsten Agenturen Londons, welche von Marissa Fittes gegründet und nun von deren Enkelin Penelope Fittes geleitet wird.
- Orpheus-Gesellschaft: Der von Marissa Fittes gegründeten Gesellschaft gehören Erfinder, Industrielle und Philosophen an, die sich als Idealisten sehen. Ziel sind Erfindungen und Strategien gegen das Problem. Sitz ist in St. James. Als Logo wurde die Leier des Orpheus gewählt. Penelope Fittes ist die Schirmherrin.
- Träum Süß – Ausgrabungen und Säuberungen: Eine Firma, welche sich um Ausgrabungen auf Friedhöfen kümmert, indem sie dort Quellen von Geistern ausfindig macht, diese ausgräbt und verplombt. Sie wird von Paul Sanders und bis zu dessen Tod von seinem Teilhaber Albert Joplin geleitet.